# 沂南小河
沂南小河位于中国江苏省北部，为灌河左岸支流，是为解决新沂河于柴米河之间247平方公里排水，利用新沂河南侧筑堤取土形成的排涝河道。沂南小河西起沭阳县城，沿新沂河南堤向东，经沭阳县和灌南县，过盐河后，经义泽河入灌河。干流全长45.5公里。